# Egon Hofmann (Schauspieler)
Egon Hofmann  (* 11. Oktober 1952 in Bad Homburg vor der Höhe) ist ein deutscher Schauspieler.

## Leben und Wirken
Nach einer abgebrochenen Lehre als Werbekaufmann absolvierte er 1976 seine Schauspielausbildung an der Hochschule für Musik und Theater Hannover; bei der Aufnahmeprüfung wurde er von Claus Theo Gärtner unterstützt.
Nach 1976 spielte er Theater in Hamburg, Berlin und Frankfurt am Main, und nahm an Theatertourneen teil, unter anderem mit Sonja Kirchberger und Edzard Haußmann. 
Zwischen 1980 und 1993 war er in neun Fernsehproduktionen bei den öffentlich-rechtlichen Sendern beteiligt, zwischen 1993 und 2004 spielte er hauptsächlich Rollen in Fernsehserien von Sat.1 und RTL. Ab 1997 spielte er in der RTL-Serie Hinter Gittern – Der Frauenknast neun Jahre lang die Rolle des Peter Kittler und ist auch auf zwei zur Serie produzierten CDs zu hören. 2004 hatte er eine Nebenrolle in der Telenovela Bianca – Wege zum Glück und 2008 eine Nebenrolle in der Nachfolgeserie Wege zum Glück. 2008 bis 2009 spielte er in Gute Zeiten, schlechte Zeiten die Rolle eines Adoptivvaters.
Von August bis Oktober 2007 spielte er die Rolle des Siggi in Ganze Kerle in der Komödie Düsseldorf.
Egon Hofmann lebt in Berlin.

## Filmografie
- 1981: Eine deutsche Revolution
- 1982: St. Pauli-Landungsbrücken (Fernsehserie, eine Folge)
- 1990: Der doppelte Nözli
- 1993/1998: Wolffs Revier, verschiedene Rollen
- 1992/1993/1995/2008–2009: Gute Zeiten, schlechte Zeiten, verschiedene Rollen
- 1994: Im Namen des Gesetzes
- 1997–2006: Hinter Gittern – Der Frauenknast
- 2004: Helena
- 2004: Bianca – Wege zum Glück
- 2008: Wege zum Glück
- 2010–2012: Alles was zählt
- 2011: In aller Freundschaft
- 2011: Danni Lowinski Folge 26: Endspiel
- 2017: SOKO Wismar: Gegenwind